# 綿貫栄
綿貫 栄（わたぬき さかえ、1880年〈明治13年〉4月 - 1965年〈昭和40年〉3月7日）は、日本の実業家、富山県東砺波郡井波町（現在の南砺市）長。元衆議院議員の綿貫民輔の祖父。

## 来歴・人物
1880年、富山県礪波郡井波町の井波八幡宮の神官の家に生まれる。地元井波小学校の代用教員や裁判所、富山県庁に勤める。30歳で富山県庁を退職し、砺波地方の鉄道事業に着手する。この後石川県に進出、事業を拡大し、新聞社や映画館などを経営した。
栄の長男が交通事故で死去したため、日本電力の社員であった南佐民を長女和子と結婚させ婿に迎えた。事業の傍ら、1931年から井波町長を務めた。
1947年、娘婿の佐民とともに公職追放となった。1950年に佐民が死去、佐民が創業した砺波運輸の社長となる。追放解除後、井波町長を2年務めた。その後、社長の座を孫の民輔に譲った。1965年3月7日死去。